# Analisi dimensionale
L'analisi dimensionale è la scomposizione in grandezze fondamentali delle grandezze fisiche nell'ambito delle formule che ne stabiliscono le relazioni.
È uno strumento applicato frequentemente in fisica, metrologia, chimica e ingegneria per comprendere le situazioni fisiche che coinvolgono grandezze di diversa natura e per verificare la plausibilità di calcoli ed equazioni. È anche utilizzata per formare ragionevoli ipotesi su situazioni fisiche complesse che possono essere verificate da esperimenti o nuove teorie. Nell'analisi dimensionale si usa racchiudere le varie grandezze tra parentesi quadre, ad esempio {\displaystyle \left[F\right]=\left[\mathrm {M} \right]\left[\mathrm {L} \right]\left[\mathrm {T^{-2}} \right]}.

## Grandezze fondamentali
| Grandezza             | Simbolo di Maxwell della sua dimensione | Unità del SI | Simbolo dell'unità SI |
| --------------------- | --------------------------------------- | ------------ | --------------------- |
| Lunghezza             | L                                       | metro        | m                     |
| Massa                 | M                                       | chilogrammo  | kg                    |
| Tempo                 | T                                       | secondo      | s                     |
| Intensità di corrente | I                                       | ampere       | A                     |
| Temperatura assoluta  | Θ                                       | kelvin       | K                     |
| Quantità di sostanza  | N                                       | mole         | mol                   |
| Intensità luminosa    | J                                       | candela      | cd                    |

Già James Clerk Maxwell, in un articolo pubblicato nel 1871, impiegó simboli come {\displaystyle \left[F\right]},{\displaystyle \left[M\right]},{\displaystyle \left[L\right]}, {\displaystyle \left[T\right]}, {\displaystyle \left[\Theta \right]} per indicare rispettivamente le grandezze fisiche forza, massa, lunghezza, tempo e temperatura. Formò poi dei prodotti di potenze di questi simboli, che chiamò "dimensioni". Il primo vantaggio è che a ogni "dimensione fisica" si può associare una sola unità di misura. Il Sistema internazionale di unità di misura ha fissato le seguenti dimensioni, o grandezze, fisiche fondamentali: tempo, lunghezza, massa, intensità di corrente, temperatura assoluta, quantità di sostanza e intensità luminosa. Tutte le altre grandezze sono riconducibili a quelle fondamentali: per ognuna esiste un'equazione dimensionale che esprime la relativa grandezza come prodotto delle potenze delle grandezze fondamentali. Per esempio, la dimensione della grandezza velocità è distanza/tempo, o {\displaystyle \left[\mathrm {L} \right]\times \left[\mathrm {T^{-1}} \right]} e la dimensione di una forza è massa × distanza/tempo², o {\displaystyle \left[\mathrm {M} \right]\times \left[\mathrm {L} \right]\times \left[\mathrm {T^{-2}} \right]}.
L'analisi dimensionale è uno strumento importante che può essere utilizzato come controllo di coerenza nella derivazione o nella verifica dell'espressione finale, utilizzando il fatto che le dimensioni possono essere trattate come grandezze algebriche, cioè possono essere sommate o sottratte fra loro solamente se hanno le stesse dimensioni. Inoltre, i termini di ciascun membro di un'equazione debbono avere le stesse dimensioni. Seguendo queste semplici regole, si può adoperare l'analisi dimensionale come valido ausilio per giudicare a priori la correttezza della forma di un'espressione, poiché la condizione necessaria (ma assolutamente non sufficiente) per la correttezza della relazione di uguaglianza è che le dimensioni delle grandezze fisiche in ambo i membri dell'equazione siano le stesse.
I concetti di dimensionalità di una grandezza fisica e di unità di misura sono correlati. Le unità di una grandezza fisica sono definite per convenzione in relazione a qualche standard; per esempio una lunghezza può avere come unità metri, piedi, pollici, miglia o micron; ma qualsiasi lunghezza ha come dimensione {\displaystyle L}, indipendentemente da quali unità sono scelte per misurarla. La misura di una grandezza fisica può essere espressa in diverse unità di misura, passando dall'una all'altra attraverso fattori di conversione. Per esempio: 1 in = 2,54 cm, quindi (2,54 cm/in) è il fattore di conversione (tra due rappresentazioni, espresse con differenti unità), della grandezza fisica lunghezza ed è esso stesso adimensionale, o con dimensione pari a {\displaystyle 1}.
I simboli dimensionali, come {\displaystyle L}, formano un gruppo: c'è un'identità, {\displaystyle L^{0}=1}; c'è l'inverso di {\displaystyle L}, che è {\displaystyle {\frac {1}{L}}} oppure {\displaystyle L^{-1}}, e {\displaystyle L} elevato a qualsiasi esponente razionale {\displaystyle p} è un membro del gruppo, che ha come inverso {\displaystyle L^{-p}} oppure {\displaystyle {\frac {1}{L}}} elevato allo stesso esponente {\displaystyle p}. L'operazione del gruppo è la moltiplicazione, con le normali regole per trattare gli esponenti.
In meccanica, la dimensione di qualsiasi grandezza fisica può essere espressa in termini delle dimensioni fondamentali {\displaystyle \mathrm {M} ,\;\mathrm {L} } e {\displaystyle \mathrm {T} }. Questa non è l'unica scelta possibile, ma quella più comunemente usata. Si potrebbe, ad esempio, scegliere come dimensioni fondamentali forza, lunghezza e massa, con le dimensioni associate {\displaystyle \mathrm {F} ,\;\mathrm {L} ,\;\mathrm {M} }. La scelta delle dimensioni fondamentali è così, almeno in parte, una convenzione, e risulta essere quella più utile e familiare fra quelle che consentono di esprimere tutte le grandezze di interesse.
Il sistema internazionale (SI) delle unità di misura, con le scelte delle dimensioni corrispondenti, è quello maggiormente utilizzato e ha rimpiazzato la moltitudine di scelte presenti in quello esteso (sistema CGS).
Al di fuori della meccanica può essere vantaggioso scegliere un insieme esteso di simboli dimensionali piuttosto che un altro, a seconda del campo di interesse. In elettromagnetismo, ad esempio, può essere utile usare le dimensioni {\displaystyle \mathrm {M} ,\;\mathrm {L} ,\;\mathrm {T} } e {\displaystyle \mathrm {Q} }, dove {\displaystyle \mathrm {Q} } rappresenta la quantità di carica elettrica. In termodinamica l'insieme base di dimensioni è spesso esteso a comprendere una dimensione per la temperatura. In chimica il numero di molecole è spesso coinvolto e una dimensione per esso è altresì utile.
Nella sua forma più primitiva, l'analisi dimensionale può essere usata per controllare la plausibilità delle equazioni fisiche: le due parti di ogni equazione devono essere commensurabili, cioè avere le stesse dimensioni; in altre parole, l'equazione deve essere dimensionalmente omogenea. Come corollario di questo requisito segue che, in una espressione fisicamente significativa, solo quantità della stessa dimensione possono essere sommate o sottratte. Ad esempio, la massa di un topo e la massa di una pulce possono essere sommate, ma la massa di una pulce e la lunghezza di un topo non possono essere sommate significativamente. Quantità fisiche che hanno dimensioni differenti non possono essere comparate tra di loro, o usate in disuguaglianze: {\displaystyle 3m>1g} non è un'espressione corretta, né significativa.
Quando quantità che sono parimenti dimensionate o meno vengono moltiplicate o divise, i loro simboli dimensionali vengono similarmente moltiplicati o divisi. Quando quantità dimensionali vengono elevate a una potenza razionale, lo stesso accade ai simboli collegati a tali quantità.
Gli argomenti delle funzioni esponenziale, trigonometriche e logaritmiche devono essere adimensionali e scalari. Il logaritmo di {\displaystyle 3kg} è indefinito, ma il logaritmo di {\displaystyle 3} è circa {\displaystyle 0.477}. Questo deriva essenzialmente dal requisito che i termini della serie di Taylor devono essere omogenei dimensionalmente. Argomenti tensoriali sono più raramente usati.
Il valore di una quantità fisica dimensionale si scrive come il prodotto di una unità dimensionale e di un fattore adimensionale. Se si usano unità di misura diverse nella stessa espressione è necessario un fattore di conversione, il quale è un rapporto di quantità egualmente dimensionate ed è uguale a una unità adimensionale:
{\displaystyle 1\ {\mbox{ft}}=0,3048\ {\mbox{m}}\ } è come dire {\displaystyle 1={\frac {0,3048\ {\mbox{m}}}{1\ {\mbox{ft}}}}\ }
Il fattore {\displaystyle 0,3048\ {\frac {\mbox{m}}{\mbox{ft}}}} è identico all'uno adimensionale, quindi moltiplicare per questo fattore di conversione non cambia niente (nell'unità di misura). Inoltre quando si sommano due quantità di simile dimensione, ma espresse in diverse unità, il fattore di conversione appropriato, che è l'uno adimensionale, viene usato per convertire le quantità in unità identiche, in modo che il loro valore numerico possa essere sommato o sottratto.
| {\displaystyle 1\ {\mbox{m}}+1\ {\mbox{ft}}\ } | {\displaystyle =1\ {\mbox{m}}+1\ {\mbox{ft}}\times 0,3048\ {\frac {\mbox{m}}{\mbox{ft}}}\ }                     |
|                                                | {\displaystyle =1\ {\mbox{m}}+1\ {\mbox{ft}}\!\!\!\!/\times 0,3048\ {\frac {\mbox{m}}{{\mbox{ft}}\!\!\!\!/}}\ } |
|                                                | {\displaystyle =1\ {\mbox{m}}+0,3048\ {\mbox{m}}\ }                                                             |
|                                                | {\displaystyle =1,3048\ {\mbox{m}}\ }                                                                           |
Solo in questa maniera è significativo dire che si sommano quantità similmente dimensionate di unità diverse.
L'analisi dimensionale viene anche utilizzata per derivare relazioni tra le quantità fisiche che sono coinvolte in un particolare fenomeno che si desidera capire e caratterizzare. Fu utilizzata per la prima volta in questa maniera nel 1872 da Lord Rayleigh, che stava cercando di capire perché il cielo è blu.

### Un semplice esempio
Qual è il periodo di oscillazione {\displaystyle T} di una massa {\displaystyle m} attaccata a una molla ideale con costante elastica {\displaystyle k} sospesa in un campo gravitazionale di intensità {\displaystyle g}?
Le quattro quantità hanno le seguenti dimensioni: {\displaystyle T} {\displaystyle \left[\mathrm {T} \right]}; {\displaystyle m} {\displaystyle \left[\mathrm {M} \right]}; {\displaystyle k} {\displaystyle \left[\mathrm {M} \right]\left[\mathrm {T^{-2}} \right]}; {\displaystyle g} {\displaystyle \left[\mathrm {L} \right]\left[\mathrm {T^{-2}} \right]}.
Da queste possiamo formare un solo prodotto adimensionale di forze: {\displaystyle G_{1}} = {\displaystyle T^{2}k/m}, poiché solo {\displaystyle g} coinvolge la lunghezza {\displaystyle (L)}. L'analisi dimensionale può portare a forti dichiarazioni sulla irrilevanza di alcune quantità in un problema, o la necessità di altri parametri. Se abbiamo scelto abbastanza variabili per descrivere il problema in modo appropriato, allora in questo problema possiamo concludere che il periodo di oscillazione della massa sulla molla è indipendente da {\displaystyle g}: è lo stesso sia sulla Terra sia sulla Luna. L'equazione che dimostra l'esistenza di un prodotto di forze per il nostro problema può essere riscritta in una maniera interamente equivalente: {\displaystyle T=\kappa {\sqrt {m/k}}}, dove {\displaystyle \kappa } è una costante adimensionale non determinabile per mezzo della sola analisi dimensionale. Con altri mezzi si ottiene che {\displaystyle \kappa =2\pi }.
Quando ci si trova di fronte a un caso dove l'analisi dimensionale esclude una variabile (in questo caso {\displaystyle g}) che siamo davvero sicuri che appartenga a una descrizione fisica della situazione, potremmo anche considerare la possibilità che la variabile esclusa sia effettivamente rilevante e che qualche altra variabile sia stata omessa, variabile che potrebbe combinarsi con la variabile rifiutata per formare una quantità adimensionale. Tuttavia non è questo il caso dell'esempio descritto.
Quando l'analisi dimensionale porta a una soluzione di problemi dove viene coinvolto solo un prodotto adimensionale di forze, come qui, non ci sono funzioni sconosciute, e la soluzione viene detta "completa".

### Un esempio più complesso
Consideriamo il caso di un filo vibrante di lunghezza {\displaystyle l} [{\displaystyle L}] che vibra con un'ampiezza {\displaystyle A} [{\displaystyle \mathrm {L} }]. Il filo ha una densità lineare pari a {\displaystyle \rho } [{\displaystyle \mathrm {M/L} }] ed è teso con una tensione {\displaystyle s} [{\displaystyle \mathrm {ML/T^{2}} }]. Vogliamo conoscere l'energia {\displaystyle E} [{\displaystyle \mathrm {ML^{2}/T^{2}} }] contenuta nel filo. Si può facilmente trovare che possiamo formare due prodotti adimensionali di forze nelle variabili scelte.
{\displaystyle \pi _{1}=E/As} e {\displaystyle \pi _{2}=\ell /A}.
Forse sorprendentemente, come la {\displaystyle g} nel semplice esempio dato sopra, la densità lineare del filo non viene coinvolta nel problema. I due gruppi trovati possono essere combinati in una forma equivalente come un'equazione
{\displaystyle F(E/As,\ell /A)=0,}
dove {\displaystyle F} è una funzione sconosciuta o equivalentemente come
{\displaystyle E=Asf(\ell /A),\,}
dove {\displaystyle f} è una qualche altra funzione sconosciuta. Qui la funzione sconosciuta implica che la nostra soluzione è incompleta, ma l'analisi dimensionale ci ha comunque dato qualcosa che potrebbe non essere stata ovvia: l'energia è proporzionale alla forza di tensione iniziale. Escludendo ulteriori analisi, potremmo procedere in esperimenti volti a scoprire la forma della funzione sconosciuta {\displaystyle f}. Ma i nostri esperimenti sono più semplici rispetto a come sarebbero senza l'analisi dimensionale. Non ne abbiamo infatti bisogno per verificare che l'energia è proporzionale alla tensione. O forse potremmo ipotizzare che l'energia è proporzionale a {\displaystyle \ell }, e quindi dedurre che {\displaystyle E=\ell s}. L'analisi dimensionale è spesso di grande aiuto negli esperimenti.

## Aggiunta di Huntley
Huntley (Huntley, 1967) ha affermato che a volte è produttivo raffinare il concetto di dimensione. Due possibilità in questo senso sono:
- Le componenti di un vettore possono essere considerate come dimensionalmente distinte. Per esempio, piuttosto che un'unità di lunghezza indifferenziata {\displaystyle L}, potremmo avere {\displaystyle L_{x}} che rappresenta la lunghezza nella direzione {\displaystyle x}, e così via. Questo bisogno deriva direttamente dalla necessità che ogni componente di un'equazione fisicamente significativa (scalare vettoriale o tensore) deve essere dimensionalmente coerente.
- La massa come misura della quantità di materia deve essere considerata dimensionalmente distinta dalla massa come misura di inerzia.

Come esempio dell'utilità del primo raffinamento, supponiamo di desiderare di calcolare la distanza che percorre una palla di cannone quando viene sparata con una componente verticale di velocità {\displaystyle V_{y}} e una componente orizzontale {\displaystyle V_{x}}, assumendo che venga sparata su di una superficie piana. Ipotizzando di non utilizzare le lunghezze direzionate, le quantità di interesse sono allora {\displaystyle V_{x}}, {\displaystyle V_{y}}, entrambe di dimensione {\displaystyle L/T}, {\displaystyle R}, la distanza percorsa, con dimensione {\displaystyle L}, e {\displaystyle g} l'accelerazione negativa di gravità, con dimensione {\displaystyle L/T^{2}}.
Con queste quattro quantità, potremmo concludere che l'equazione per la gittata {\displaystyle R} si può scrivere:
{\displaystyle R\propto V_{x}^{a}\,V_{y}^{b}\,g^{c}.}
O, dimensionalmente:
{\displaystyle L=(L/T)^{a+b}(L/T^{2})^{c}}
dalla quale possiamo dedurre che {\displaystyle a+b+c=1} e {\displaystyle a+b+2c=0}, il che lascia un esponente indeterminato. Questo era prevedibile, in quanto abbiamo due unità fondamentali {\displaystyle L} e {\displaystyle T} e quattro parametri, con una sola equazione.
Se, tuttavia, usiamo le lunghezze direzionate, allora {\displaystyle V_{x}} sarà dimensionato come {\displaystyle {\frac {L_{x}}{T}}}, {\displaystyle V_{y}} come {\displaystyle {\frac {L_{y}}{T}}}, {\displaystyle R} come {\displaystyle L_{x}} e {\displaystyle g} come {\displaystyle {\frac {L_{y}}{T^{2}}}}. L'equazione dimensionata diventa:
{\displaystyle L_{x}=\left({\frac {L_{x}}{T}}\right)^{a}\left({\frac {L_{y}}{T}}\right)^{b}\left({\frac {L_{y}}{T^{2}}}\right)^{c}}
e potremmo risolvere completamente come {\displaystyle a=1}, {\displaystyle b=1} e {\displaystyle c=-1}. L'aumento del potere deduttivo guadagnato tramite l'uso di dimensioni di lunghezza direzionate sembra chiaro.
In maniera simile, è a volte utile (nella meccanica dei fluidi e nella termodinamica) distinguere tra la massa come misura di inerzia (massa inerziale), e massa come misura di quantità (massa sostanziale). Per esempio, consideriamo la derivazione della legge di Poiseuille. Vogliamo trovare l'andamento del flusso di massa di un fluido viscoso attraverso un tubo circolare. Senza porre distinzioni tra massa inerziale e massa sostanziale potremmo scegliere come variabili rilevanti:
- {\displaystyle {\dot {m}}} la massa dell'andamento del flusso con dimensione {\displaystyle M/T}
- {\displaystyle p_{x}} il gradiente di pressione lungo il tubo con dimensione {\displaystyle M/L^{2}T^{2}}
- {\displaystyle \rho } la densità con dimensione {\displaystyle M/L^{3}}
- {\displaystyle \eta } la viscosità dinamica del fluido con dimensione {\displaystyle M/LT}
- {\displaystyle r} il raggio del tubo con dimensione {\displaystyle L}

Ci sono tre variabili fondamentali, così che le cinque equazioni sopra genereranno due variabili adimensionali, che potremmo prendere per {\displaystyle \pi _{1}={\dot {m}}/\eta r} e {\displaystyle \pi _{2}=p_{x}\rho r^{5}/{\dot {m}}^{2}} e potremmo esprimere l'equazione dimensionale come
{\displaystyle C=\pi _{1}\pi _{2}^{a}=\left({\frac {\dot {m}}{\eta r}}\right)\left({\frac {p_{x}\rho r^{5}}{{\dot {m}}^{2}}}\right)^{a}}
dove {\displaystyle C} e {\displaystyle a} sono costanti indeterminate. Se mettiamo invece una distinzione tra massa inerziale con dimensione {\displaystyle M_{i}} e massa sostanziale con dimensione {\displaystyle M_{s}}, allora l'andamento del flusso e la sua densità useranno la massa sostanziale, mentre il gradiente di pressione e il coefficiente di viscosità useranno la massa inerziale. Abbiamo ora quattro parametri fondamentali, e una costante adimensionale, quindi potremmo scrivere l'equazione dimensionale come:
{\displaystyle C={\frac {p_{x}\rho r^{4}}{\eta {\dot {m}}}}}
dove solo {\displaystyle C} è una costante indeterminata (che si troverà essere uguale a {\displaystyle \pi /8} con metodi esterni all'analisi dimensionale). Questa equazione si potrebbe risolvere per l'andamento del flusso della massa generando la legge di Poiseuille.

## Aggiunta di Siano: l'analisi orientazionale
L'aggiunta di Huntley ha qualche serio inconveniente. Non se la cava bene con le equazioni vettoriali che coinvolgono prodotti vettoriali, né affronta bene l'uso degli angoli come variabili fisiche. È anche spesso difficile assegnare i simboli di {\displaystyle L}, {\displaystyle L_{x}}, {\displaystyle L_{y}}, {\displaystyle L_{z}} alle variabili fisiche coinvolte nel problema di interesse. Egli invoca una procedura che implica la "simmetria" del problema fisico. Questo è spesso difficile da applicare in maniera affidabile: non è chiaro quali sono le parti del problema dove la nozione di "simmetria" è invocata. È la simmetria del corpo fisico sul quale agiscono le forze, o dei punti, delle linee o delle aree sui quali le forze sono applicate? Cosa succede se più di un corpo viene coinvolto con diverse simmetrie? Si consideri una bolla sferica attaccata a un tubo cilindrico, dove si vuole calcolare l'andamento del flusso dell'aria come funzione della differenza di pressione tra le due parti. Quali sono le dimensioni estese di Huntley della viscosità dell'aria contenuta nelle parti connesse? Quali sono le dimensioni estese della pressione nelle due parti? Sono uguali o diverse? Queste difficoltà sono responsabili della limitata applicazione dell'aggiunta di Huntley ai problemi reali.
Gli angoli vengono convenzionalmente considerati variabili adimensionali, e quindi l'uso degli angoli come variabili fisiche in un'analisi dimensionale dà risultati meno significativi. Come esempio, consideriamo il problema del proiettile menzionato sopra. Supponiamo che invece delle componenti {\displaystyle x-} e {\displaystyle y-} della velocità iniziale avessimo scelto il modulo della velocità {\displaystyle v} e l'angolo {\displaystyle \theta } con cui viene sparato il proiettile. L'angolo viene convenzionalmente considerato adimensionale, e il modulo di un vettore non ha qualità direzionali, quindi nessuna variabile adimensionale può essere composta dalle quattro variabili {\displaystyle g}, {\displaystyle v}, {\displaystyle R}, e {\displaystyle \theta }. L'analisi convenzionale darebbe correttamente le forze di {\displaystyle g} e di {\displaystyle v}, ma non darebbe informazioni riguardanti l'angolo adimensionale {\displaystyle \theta }.
Siano (Siano, 1985-I, 1985-II) ha suggerito che le dimensioni direzionate di Huntley siano sostituite da simboli orientazionali {\displaystyle 1_{x},\;1_{y},\;1_{z}} per denotare le direzioni vettoriali, e simboli non orientazionali {\displaystyle 1_{0}} per le altre grandezze. Quindi, il {\displaystyle L_{x}} di Huntley diviene {\displaystyle L\,1_{x}} con {\displaystyle L} che specifica la dimensione della lunghezza, e {\displaystyle 1_{x}} che specifica l'orientamento. Siano mostra inoltre che i simboli orientazionali hanno una propria algebra. Assieme al requisito che {\displaystyle 1_{i}^{-1}=1_{i}}, risulta la seguente matrice di moltiplicazione per i simboli di orientamento:
{\displaystyle {\begin{matrix}&\mathbf {1_{0}} &\mathbf {1_{x}} &\mathbf {1_{y}} &\mathbf {1_{z}} \\\mathbf {1_{0}} &1_{0}&1_{x}&1_{y}&1_{z}\\\mathbf {1_{x}} &1_{x}&1_{0}&1_{z}&1_{y}\\\mathbf {1_{y}} &1_{y}&1_{z}&1_{0}&1_{x}\\\mathbf {1_{z}} &1_{z}&1_{y}&1_{x}&1_{0}\end{matrix}}}
Si noti che i simboli orientazionali formano un gruppo (il gruppo di Klein o "viergruppe"). In questo sistema gli scalari hanno sempre lo stesso orientamento come l'elemento di identità, indipendentemente dalla "simmetria del problema". Le quantità fisiche vettoriali hanno l'orientamento atteso: una forza o una velocità nella direzione {\displaystyle x} ha l'orientamento di {\displaystyle 1_{x}}. Per gli angoli, si consideri un angolo {\displaystyle \theta } che giace nel piano {\displaystyle z}. Si formi un triangolo rettangolo nel piano {\displaystyle z} con {\displaystyle \theta } come uno degli angoli acuti. Il lato del triangolo rettangolo adiacente all'angolo ha allora orientamento {\displaystyle 1_{x}} e il lato opposto ha orientamento {\displaystyle 1_{y}}. Allora, siccome {\displaystyle \tan \theta ={\frac {l_{y}}{l_{x}}}=\theta +\ldots }, concludiamo che un angolo nel piano {\displaystyle (x,\;y)} deve avere un orientamento {\displaystyle 1_{y}}/{\displaystyle 1_{x}} = {\displaystyle 1_{z}}, che non è irragionevole. Ragionamenti analoghi portano alla conclusione che {\displaystyle \sin \theta } ha orientamento {\displaystyle 1_{z}} mentre {\displaystyle \cos \theta } ha orientamento {\displaystyle 1_{0}}. Questi sono diversi, così che si può concludere (correttamente), per esempio, che non ci sono soluzioni per le equazioni fisiche nella forma a {\displaystyle \sin \theta +b\cos \theta }, dove {\displaystyle a} e {\displaystyle b} sono scalari.
L'assegnamento di simboli orientazionali a quantità fisiche e la necessità che le equazioni fisiche siano orientazionalmente omogenee può effettivamente venire usata in un modo che è simile all'analisi dimensionale per derivare qualche informazione in più sulle soluzioni accettabili dei problemi fisici. In questo approccio si prepara l'equazione dimensionale e la si risolve nel modo in cui si riesce. Se la potenza più bassa di una variabile fisica è frazionaria, entrambi i lati dell'equazione vengono elevati in modo che tutte le potenze siano intere. Questo pone il problema in "forma normale". L'equazione orientazionale viene quindi risolta per dare una condizione più restrittiva alle potenze sconosciute dei simboli orientazionali, arrivando a una soluzione più completa di quella che si otterrebbe con la sola analisi dimensionale. Spesso l'informazione aggiunta è che una delle potenze di una certa variabile è pari o dispari.
Per esempio, per il problema del proiettile, se si usano simboli orientazionali, {\displaystyle \theta }, essendo nel piano {\displaystyle (x,\;y)} avrà quindi dimensione {\displaystyle 1_{z}} e la gittata del proiettile {\displaystyle R} sarà espressa nella forma:
{\displaystyle R=g^{a}\,v^{b}\,\theta ^{c}} che significa {\displaystyle L\,1_{x}\sim \left({\frac {L\,1_{y}}{T^{2}}}\right)^{a}\left({\frac {L}{T}}\right)^{b}\,1_{z}^{c}}
L'omogeneità dimensionale genererà ora correttamente {\displaystyle a=-1} e {\displaystyle b=2}, e l'omogeneità orientazionale richiede che {\displaystyle c} sia un intero dispari. Infatti la funzione richiesta di {\displaystyle \theta } sarà {\displaystyle \sin \theta \cos \theta } che è una serie di potenze pari di {\displaystyle \theta }.
Si vede che le serie di Taylor di {\displaystyle \sin \theta } e {\displaystyle \cos \theta } sono orientazionalmente omogenee utilizzando la matrice di moltiplicazione sopra, mentre espressioni come {\displaystyle \cos \theta +\sin \theta } e {\displaystyle e^{\theta }} non lo sono, e sono (correttamente) considerate non fisiche.
Dovrebbe essere chiaro che la regola di moltiplicazione usata per i simboli orientazionali non è la stessa che si usa per il prodotto incrociato di due vettori. Il prodotto incrociato di due vettori uguali è zero, mentre il prodotto di due identici simboli orientazionali è l'elemento identità.

## Significato concettuale
In conclusione si può vedere che le analisi dimensionali e i requisiti per le equazioni fisiche per essere dimensionalmente omogenee riflettono l'idea che le leggi della fisica sono indipendenti dalle unità di misura impiegate per misurare le variabili fisiche. Questo significa che, per esempio, {\displaystyle F=ma} vale indipendentemente che il sistema di unità sia il SI, quello inglese, il CGS o qualsiasi altro sistema di unità coerente. L'analisi orientazionale e la necessità per le equazioni fisiche di essere orientazionalmente omogenee riflette l'idea che le equazioni della fisica debbano essere indipendenti dal sistema di coordinate utilizzato.

## Costanti adimensionali
Le costanti adimensionali che sorgono nei risultati ottenuti, come la {\displaystyle C} nel problema della legge di Poiseuille e la {\displaystyle \kappa } nel problema della molla discussi sopra, vengono da un'analisi più dettagliata della fisica implicita e spesso sorgono dalla integrazione di qualche equazione differenziale. L'analisi dimensionale stessa ha poco da dire su queste costanti, ma è utile sapere che molto spesso hanno un ordine di grandezza zero. Questa osservazione può consentire di fare calcoli sul fenomeno di interesse, ed essere in grado di preparare esperimenti per misurarle più efficientemente, o per decidere se sono importanti o meno.

## Teorema di Buckingham
Il teorema di Buckingham dà le basi per lo strumento principale dell'analisi dimensionale. Questo teorema descrive come ogni processo fisico esprimibile con una funzione di {\displaystyle n} variabili dimensionali e {\displaystyle r} parametri adimensionali possa essere equivalentemente descritto da una nuova funzione di {\displaystyle n\;-\;m} gruppi (o numeri) adimensionali e {\displaystyle r} parametri adimensionali, dove {\displaystyle m} è il numero di dimensioni fondamentali (cioè indipendenti) usate. Il Teorema di Buckingham non fornisce alcuna indicazione sui gruppi adimensionali o sulla forma della funzione. I gruppi adimensionali si individuano quasi sempre tra quelli che hanno un significato fisico: ad esempio, il numero di Reynolds, utilizzato della Meccanica dei Fluidi viscosi, è il rapporto tra le forze d'inerzia convettiva per unità di volume e le forze viscose per unità di volume. La forma della funzione viene spesso determinata per via sperimentale.